# Stephan Gabrielopulos
Stephan Gabrielopulos (mit vollständigem Namen Stephanos Gabrielopulos Melissenos, mittelgriechisch Στέφανος Γαβριηλόπουλος Μελισσηνός; † 1332 oder 1333) war von 1318 bis zu seinem Tod Herrscher von Thessalien.

## Leben
Der letzte griechische Herrscher Thessaliens aus der Dynastie der Komnenodukai, Johannes II. Dukas, war 1318 gestorben, ohne einen Erben zu hinterlassen. Während das nordöstliche Thessalien durch Johannes Kantakuzenos für Byzanz erobert wurde und im Süden die Almogàvers der Katalanischen Kompanie das Herzogtum Neopatria errichteten, gelang es dem mächtigen Magnaten Stephan Gabrielopulos, sich in der umstrittenen westthessalischen Region als quasi-autonomer Fürst zu etablieren. Sein Herrschaftsgebiet umfasste die Burgen und Städte Trikala, Kastoria, Phanarion, Stagoi, Damasis und Elassona.
Um 1325 erkannte Gabrielopulos formell die Oberhoheit des Byzantinischen Reiches an und wurde dafür von Kaiser Andronikos II. mit dem hohen Titel Sebastokrator belohnt, den auch seine Vorgänger schon geführt hatten. Damit wurde er de facto zum byzantinischen Gouverneur der Region, wenngleich er weiterhin ein hohes Maß an Autonomie beanspruchte. 1327 kämpfte er zusammen mit den thessalischen Magnaten Signorinos und Missili gegen die Katalanen.
Als Stephan Gabrielopulos 1332 oder 1333 starb, führte das neuerliche Machtvakuum zum Krieg zwischen dem Despotat Epirus und Byzanz, die beide jeweils das Gebiet für sich beanspruchten. Giovanni II. Orsini fiel mit seiner Armee in Thessalien ein, konnte aber von den Truppen Kaiser Andronikos’ III. und des Statthalters von Thessaloniki, Michael Monomachos, zurückgeschlagen werden. Nach Orsinis Tod 1335 kam ganz Thessalien an Byzanz zurück.